# Trithemis africana
Trithemis africana är en trollsländeart. Trithemis africana ingår i släktet Trithemis och familjen segeltrollsländor. IUCN kategoriserar arten globalt som livskraftig.

## Underarter
Arten delas in i följande underarter:
- T. a. africana
- T. a. tropicana